# Flèche brabançonne 2018
La Flèche brabançonne 2018 est la 58e édition de cette course cycliste masculine sur route. Elle a eu lieu le 11 avril 2018 dans les provinces du Brabant flamand et du Brabant wallon, en Belgique, et fait partie du calendrier UCI Europe Tour 2018 en catégorie 1.HC.

## Présentation
La Flèche brabançonne connaît en 2018 sa 58e édition. Elle est organisée par l'association sans but lucratif WSC Rode Sportief.

### Parcours
Le départ est donné à Louvain et l'arrivée est jugée à Overijse après 201,9 km de course. Le parcours est semblable à celui de 2017, et s'inscrit dans la tradition selon les organisateurs. Louvain et Overijse accueillent le départ et l'arrivée de la Flèche brabançonne respectivement depuis 2008 et 2010. Après Louvain, la course se dirige vers le sud et entre en Brabant wallon à La Hulpe. Peu avant Nivelles, le parcours revient vers le nord et le Brabant flamand, pour effectuer une boucle à Alsemberg et Rhode-Saint-Genèse, où est basé le WSC Rode Sportief. Il reprend ensuite la même route en sens inverse jusqu'à Overijse. 131,8 km ont alors été parcourus. Trois tours d'un circuit local de 23,366 km terminent la course. Le parcours comprend 27 côtes, dont dix-neuf sont situées dans le circuit autour d'Overijse,.

### Équipes
Classée en catégorie 1.HC de l'UCI Europe Tour, la Flèche brabançonne est par conséquent ouverte aux WorldTeams dans la limite de 70 % des équipes participantes, aux équipes continentales professionnelles, aux équipes continentales belges et à une équipe nationale belge.
Vingt-et-une équipes participent à cette Flèche brabançonne - sept WorldTeams et quatorze équipes continentales professionnelles. Le nombre de WorldTeams est en baisse par rapport aux éditions précédentes, du fait de la concurrence du calendrier World Tour et de la réduction des effectifs des équipes.
| WorldTeams (7)- Bahrain-Merida - BMC Racing Team - Lotto Soudal - Mitchelton-Scott - Quick-Step Floors - Dimension Data - Lotto NL-Jumbo Équipes continentales professionnelles (14)- Aqua Blue Sport - CCC Sprandi Polkowice - Cofidis, Solutions Crédits - Direct Énergie - Israel Cycling Academy - Nippo-Vini Fantini-Europa Ovini - Roompot-Nederlandse Loterij - Sport Vlaanderen-Baloise - Fortuneo-Samsic - Team Novo Nordisk - Vérandas Willems-Crelan - Vital Concept - Wanty-Groupe Gobert - WB-Aqua Protect-Veranclassic |
| |

### Prix
La Flèche brabançonne attribue les prix suivants aux vingt premiers coureurs, pour un total de 18 800 € :
| Position | 1er     | 2e      | 3e      | 4e    | 5e    | 6e et 7e | 8e et 9e | 10e à 20e |
| Prix     | 7 515 € | 3 760 € | 1 875 € | 935 € | 745 € | 565 €    | 375 €    | 190 €     |

## Classements

### Classement final
| \| Classement général \| Classement général \| Classement général \| Classement général \| Classement général \| \| Coureur \| Coureur \| Pays \| Équipe \| Temps \| \| ------------------ \| ------------------ \| ------------------ \| ------------------------ \| ------------------ \| \| 1er \| Tim Wellens \| Belgique \| Lotto-Soudal \| 4 h 42 min 48 s \| \| 2e \| Sonny Colbrelli \| Italie \| Bahrain-Merida \| + 9 s \| \| 3e \| Tiesj Benoot \| Belgique \| Lotto-Soudal \| + 9 s \| \| 4e \| Pieter Serry \| Belgique \| Quick-Step Floors \| + 9 s \| \| 5e \| Jan Tratnik \| Slovénie \| CCC Sprandi Polkowice \| + 9 s \| \| 6e \| Andrea Pasqualon \| Italie \| Wanty-Groupe Gobert \| + 9 s \| \| 7e \| Dylan Teuns \| Belgique \| BMC Racing Team \| + 9 s \| \| 8e \| Huub Duyn \| Pays-Bas \| Verandas Willems-Crelan \| + 12 s \| \| 9e \| Thomas Sprengers \| Belgique \| Sport Vlaanderen-Baloise \| + 14 s \| \| 10e \| Daryl Impey \| Afrique du Sud \| Mitchelton-Scott \| + 14 s \| |                  |                |                          |                 |
| |                  |                |                          |                 |
| Source : ProCyclingStats |                  |                |                          |                 |
| Classement général |                  |                |                          |                 |
| Coureur | Coureur          | Pays           | Équipe                   | Temps           |
| 1er | Tim Wellens      | Belgique       | Lotto-Soudal             | 4 h 42 min 48 s |
| 2e | Sonny Colbrelli  | Italie         | Bahrain-Merida           | + 9 s           |
| 3e | Tiesj Benoot     | Belgique       | Lotto-Soudal             | + 9 s           |
| 4e | Pieter Serry     | Belgique       | Quick-Step Floors        | + 9 s           |
| 5e | Jan Tratnik      | Slovénie       | CCC Sprandi Polkowice    | + 9 s           |
| 6e | Andrea Pasqualon | Italie         | Wanty-Groupe Gobert      | + 9 s           |
| 7e | Dylan Teuns      | Belgique       | BMC Racing Team          | + 9 s           |
| 8e | Huub Duyn        | Pays-Bas       | Verandas Willems-Crelan  | + 12 s          |
| 9e | Thomas Sprengers | Belgique       | Sport Vlaanderen-Baloise | + 14 s          |
| 10e | Daryl Impey      | Afrique du Sud | Mitchelton-Scott         | + 14 s          |

### UCI Europe Tour
La course attribue aux coureurs le même nombre de points pour l'UCI Europe Tour 2018 et le Classement mondial UCI.
| Position           | 1er | 2e  | 3e  | 4e  | 5e | 6e | 7e | 8e | 9e | 10e | 11e | 12e | 13e | 14e | 15e | 16e à 30e | 31e à 40e |
| Classement général | 200 | 150 | 125 | 100 | 85 | 70 | 60 | 50 | 40 | 35  | 30  | 25  | 20  | 15  | 10  | 5         | 3         |